# Aserradero de Salinas
Aserradero de Salinas är en ort i Mexiko.   Den ligger i kommunen Coyuca de Benítez och delstaten Guerrero, i den södra delen av landet, 290 km söder om huvudstaden Mexico City. Aserradero de Salinas ligger 13 meter över havet och antalet invånare är 128.
Terrängen runt Aserradero de Salinas är platt åt sydväst, men åt nordost är den kuperad. Havet är nära Aserradero de Salinas åt sydost. Runt Aserradero de Salinas är det ganska tätbefolkat, med 185 invånare per kvadratkilometer. Närmaste större samhälle är Coyuca de Benítez, 5,5 km nordväst om Aserradero de Salinas. Omgivningarna runt Aserradero de Salinas är en mosaik av jordbruksmark och naturlig växtlighet.